# Pietro Betta
Pietro Betta (Torino, 21 maggio 1878 – Torino, 17 settembre 1932) è stato un architetto e urbanista italiano.

## Biografia

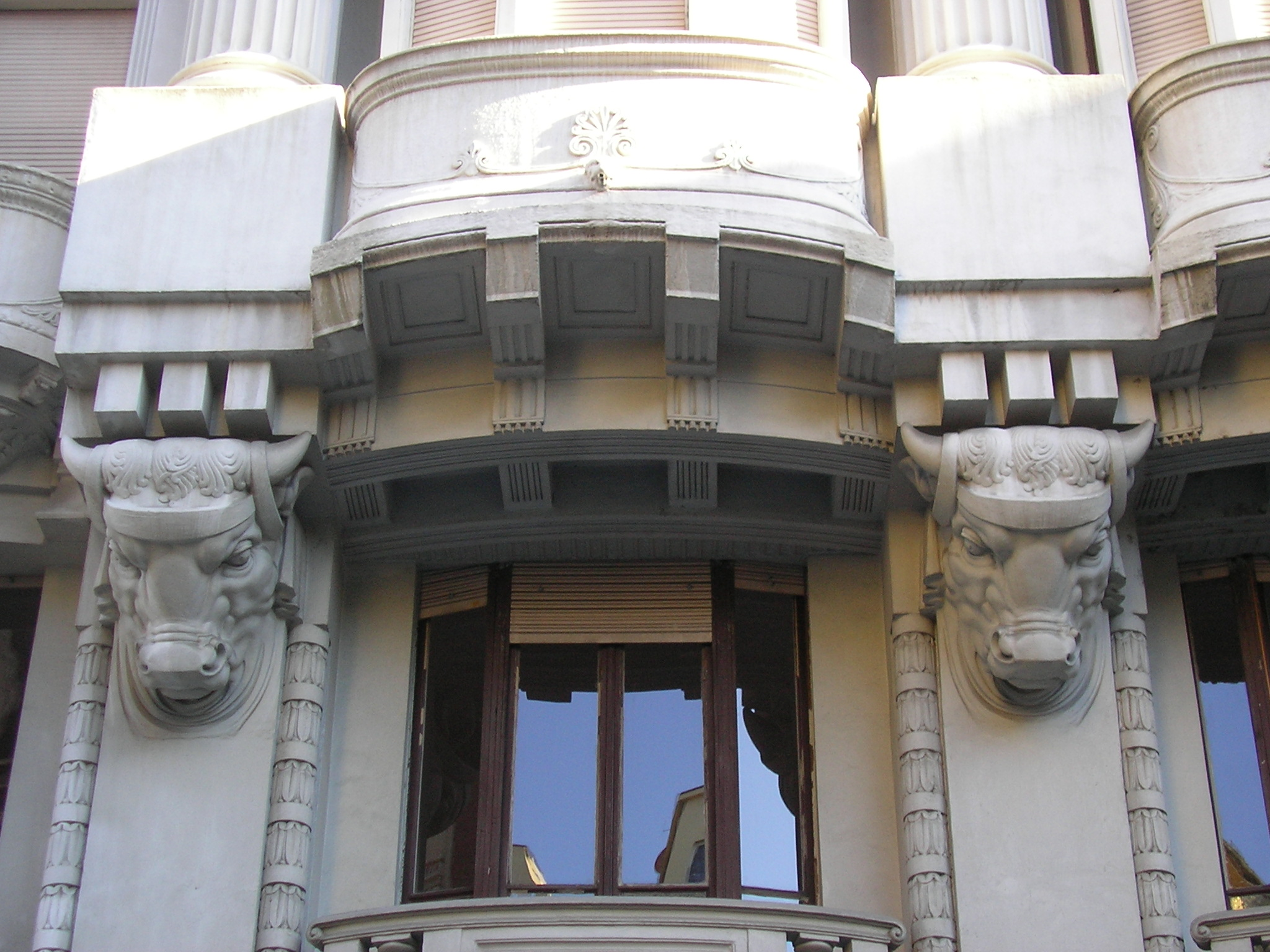
Particolare della facciata Casa Avezzano- Via Vico 2- Torino

Diplomato al Regio Liceo Carlo Alberto di Moncalieri e poi laureato in architettura presso la Scuola di Applicazione degli Ingegneri di Torino il 19 gennaio 1906.
Appena laureato fece un soggiorno di studio a Roma per studiare i monumenti antichi; fu in seguito assistente di Storia dell'Architettura (dal 1921, con i professori Cimbro Gelati e Giovanni Vacchetta) e poi docente dello stesso insegnamento al Politecnico di Torino e di Edilizia cittadina dal 1929 alla Regia Scuola Superiore di Architettura (della cui nascita fu attivo promotore). Insegnò anche alla Scuola Professionale per Assistenti Edili "G. A. Reycend". Fu inoltre membro della Commissione Igienica Edilizia e del Comitato direttivo del Museo Civico per la Galleria d'Arte Moderna di Torino. Allievo di Giovanni Angelo Reycend, fu studioso e scrittore di problemi urbanistici ed architettonici, partecipò inoltre all'organizzazione delle mostre edilize torinesi del 1922 e 1926 e fu il principale punto di riferimento ideale e gestionale dell'Esposizione di Architettura di Torino del 1928.
Attorno a lui, per l'occasione, si raccolse un gruppo informale di giovani architetti, alcuni suoi allievi (come Domenico Soldiero Morelli, Felice Bardelli, Maurizio De Rege, Umberto Cuzzi, Sandro Molli-Boffa e Paolo Perona), identificato con l'acronimo GANT, Gruppo Architetti Novatori Torinese, che espresse le sue idee sull'abitazione nella "Casa degli architetti", edificio realizzato a più mani all'interno dell'Esposizione del 1928. Tale attività mise le basi per le successive evoluzioni del razionalismo architettonico italiano, che videro la nascita del MIAR e il distacco di Giuseppe Pagano (architetto), Edoardo Persico, Alberto Sartoris da Torino.
Fra il 1927 ed il 1929 Betta partecipò ad alcune commissioni, tra cui quella Edilizia Municipale, quella per i restauri del Duomo di Torino e per il riordinamento dei musei civici di arte antica e moderna. Fu inoltre direttore della rivista L'Architettura Italiana dal marzo del 1926 al dicembre 1927, e fondò con Armando Melis de Villa, divenendone direttore, la rivista Urbanistica. Bollettino della Sezione regionale Piemontese dell'Istituto Nazionale di Urbanistica (dal 1930) e direttore dell'Ufficio Studi dello stesso Istituto.
Il forte peso della sua personalità ed un naturale carisma furono elementi rilevanti della sua personalità, ed agirono soprattutto fra i colleghi e gli allievi, questi ultimi ebbero modo di apprezzare anche l'alto livello delle sue lezioni di Storia dell'Architettura, confluite in preziose dispense purtroppo mai pubblicate.
La cultura eclettica di stampo torinese degli esordi, evidente ancora nella ristrutturazione del castello di Cherasco, e, con forte influenza di Carlo Ceppi, nella casa torinese di via Maria Vittoria 35, maturò in seguito con una fase di stretta adesione alle sperimentazioni della Wiener Sezession, con accenti di particolare espressionismo (casa in via Vico 2) per maturare infine in una difesa incondizionata del razionalismo architettonico. Le opere più riuscite rivelano una ricerca sottile e raffinata di un rapporto con l'architettura storica all'interno del linguaggio moderno.
Come già testimoniato dalle fonti coeve alla sua scomparsa (in particolare il necrologio scritto da A. Melis), la sua fu una ricerca architettonica elitaria e tormentata, poco incline a concedersi al mercato ed ai gusti di committenti disinformati o superficiali, tutta tesa ad elaborare serrati dialoghi fra elementi architettonici in insiemi di spesso complessa ma sempre lucida perfezione. Il suo studio fu rilevato alla sua morte dagli allievi Morelli e Bardelli.

## Attività professionale
- Cherasco, Castello, ristrutturazione,
- Torino, casa Avezzano in via Vico 2, 1912.
- Torino, proposta per la sistemazione urbanistica di via Roma, 1913.
- Torino, casa in via Cavour 19, ante 1923.
- Acqui Terme, progetto di impianto termale (1927, non realizzato).
- Torino, Chiesa di Santa Maria Speranza Nostra, 1922 circa (in sostituzione di precedente dell'ing. Chiaudano. Fu attuato solo dopo la Seconda Guerra Mondiale da Felice Bardelli).
- Moncalieri, Collegio Carlo Alberto, terza manica con cappella, aule e teatro, 1929.
- Torino, Palazzo per l'Istituto Case Economiche, corso Re Umberto, 5, 1929-30.[1]
- Torino (collina), villa Bono, 1930 circa.
- Biella, villa Crovella in via Cavour, 1930 c.
- Savona, clinica chirurgica prof. Massobrio (progetto iniziato nel 1932 e continuato dopo la morte di Betta da Morelli e Bardelli)..
- Torino, casa in via Maria Vittoria 35.
- Torino, Istituto medico-ortopedico Zumaglino, sd.
- Torino, cupola della chiesa di Nostra Signora della Salute.

## Scritti
- Per la bellezza di Torino. La sistemazione della via Roma, Torino 1914 (con G. Carpanetto).
- In memoria di Giovanni Angelo Reycend, in L'Architettura Italiana, 1925, p. 133.
- Le Scuole Superiori di Architettura, in "L'Architettura Italiana", n. 4, 1926, pp. 46–47.
- Le Terme di Acqui e la loro rinnovazione. Progetto dell'architetto Pietro Betta, Torino 1927.
- Torino qual' è e quale sarà, Torino 1927 (con A. Melis).
- Necrologio di G. A. Reycend in "Annuario della R. Scuola di Ingegneria (R. Politecnico) di Torino", 1928, ripubblicato in "Atti e Rassegna tecnica della Società per gli ingegneri e Architetti in Torino", 1969, p. 204.
- Problemi storico-urbanistici della città di Torino, in "Torino", 1930, p. 467.
- La rinnovazione di via Roma, in Primavera torinese, Torino, sd, p. 10.
- Numerosi articoli, anche senza firma, sono comparsi in L'Architettura Italiana (1926-27) e in Urbanistica. Bollettino della sezione regionale piemontese Istituto Nazionale di Urbanistica, 1932.